# Sobór trydencki
Sobór trydencki – sobór powszechny Kościoła katolickiego, który odbył się w Trydencie, mieście w północnych Włoszech w latach 1545–1563.
Sobór był odpowiedzią na narastającą potrzebę reform w Kościele katolickim, wynikającą z reformacji. Jest uznawany za początek kontrreformacji.

## Zwołanie soboru
Wołania o sobór powszechny zaczęły rozlegać się coraz głośniej od wystąpienia Marcina Lutra w 1517 oraz 1520 roku. Pierwszą próbę zwołania soboru w Trydencie podjął cesarz Karol V w 1524 roku, jednak polityka papiestwa (przede wszystkim Klemensa VII) polegała w tym okresie na zwlekaniu i powoływaniu się na niektóre obiektywne trudności, co w efekcie prowadziło do trwającego ponad dwa dziesięciolecia impasu.
Impas ten postanowił przerwać Paweł III, zwołując początkowo sobór w Mantui w 1537 roku, jednak ustawiczne przeciąganie oficjalnego otwarcia soboru spowodowało, iż w roku 1539 odłożono sobór na czas nieokreślony.
Następnie Paweł III bullą z dnia 22 maja 1542 r. zwołał sobór do Trydentu, dokąd też wysłał swych legatów: kardynała Parisio oraz proreformatorskich kardynałów: Morone i Reginalda Pole. Legaci czekali w Trydencie sześć miesięcy, aż w końcu papież musiał ich odwołać bullą z dnia 6 lipca 1543 roku, ponownie odraczającą sobór. Odroczenie spowodowane było działaniami cesarza Karola V, który toczył wojnę z Francją wspieraną przez Turków. Nie otrzymawszy od papieża oczekiwanej pomocy, cesarz zwrócił się o nią do protestantów, obiecując im na sejmie w Spirze w 1544 r. zwołanie synodu powszechnego, wolnego i chrześcijańskiego i uporządkowania spraw religijnych w Niemczech. Kiedy we wrześniu cesarz odniósł zwycięstwo nad wojskami króla francuskiego i zawarł pokój w Crespy, papież wobec groźby schizmy oraz w obliczu szerzenia się protestantyzmu w północnych okręgach Włoch, postanowił za wszelką cenę pozyskać cesarza i wysłał do Niemiec swego wnuka, kardynała-nepota Aleksandra Farnese, z obietnicą pomocy cesarzowi w zdławieniu protestantów, nawet za cenę sprzedaży swej tiary, gdyby zaszła taka potrzeba. Dzięki temu sojuszowi możliwe stało się ponowne zwołanie soboru powszechnego.
Sobór zapowiedziany został bullą Pawła III Laetare Ierusalem (łac. Raduj się Jerozolimo!) z 19 listopada 1544 roku, określającą następujące cele przyszłego soboru:
- wytępienie herezji,
- odnowienie dyscypliny kościelnej oraz poprawa obyczajów,
- wprowadzenie zewnętrznego pokoju w całym Kościele.

## Przebieg obrad
Obrady rozpoczęto dopiero 13 grudnia odczytaniem przez legatów papieskich napomnienia i egzorty do ojców soborowych, na koniec przedstawiając zwięźle sytuację Kościoła i cele soboru.
Udział wzięło początkowo 66 uczestników, w tym 25 arcybiskupów i 6 generałów zakonnych. Bardzo mała liczba ojców soboru w jego pierwszej, najważniejszej fazie, reprezentujących prawie wyłącznie Włochy i Hiszpanię, brak reprezentacji krajów takich jak Francja czy Polska, przy jednocześnie nikłej reprezentacji Niemiec, były podstawą do kwestionowania jego ekumeniczności. Jednak Kościół rzymskokatolicki uważa ten sobór za dziewiętnasty sobór powszechny.
Szczególne znaczenie miała na tym soborze teologia. Podczas dyskusji teologicznych, ojcowie soborowi prezentowali poglądy różnych szkół teologicznych (np. augustianów, dominikanów i franciszkanów, kilku duchownych sympatyzowało z niektórymi poglądami protestantów odnośnie do usprawiedliwienia). Poglądy tych szkół na niektóre kwestie były ze sobą sprzeczne (kwestia natury konkupiscencji, bezgrzeszności Maryi, natury usprawiedliwienia, etc.), dlatego też obrady bywały burzliwe i legaci musieli często upominać obradujących. Podczas obrad nad dekretem o usprawiedliwieniu doszło do rękoczynów, kiedy to bp Tommaso Sanfelice został nazwany przez bp. Dionisia de Zanettiniego oszustem albo idiotą. Sanfelice złapał go za brodę i gwałtownie potrząsnął. Adwersarze zostali rozdzieleni, a pierwszy z nich spędził tydzień w klasztorze, po czym opuścił obrady.
Sobór odbywał się na przestrzeni 18 lat w kilku miejscach (w marcu 1547 przeniesiono obrady do Bolonii, a następnie zawieszono obrady na czas nieokreślony, by ponownie podjąć je w roku 1551). Jego przebieg dzieli się zasadniczo na trzy etapy:

### I faza (13 grudnia 1545 – 11 marca 1547)
Sesje od pierwszej do ósmej, za pontyfikatu Pawła III. Omawiano zagadnienia zaatakowane przez reformację, ale napięcie między cesarzem Karolem V a papieżem Pawłem III doprowadziło do zawieszenia obrad. W okresie tym obradom przewodniczyli trzej legaci papiescy, posiadający godność kardynalską: Jan Maria del Monte, późniejszy papież Juliusz III, Marceli Cervini, późniejszy papież Marceli II, oraz Reginald Pole, ostatni rzymskokatolicki arcybiskup Canterbury. Podczas tych sesji uchwalono najważniejsze założenia doktrynalne Kościoła rzymskokatolickiego: dekret wyjaśniający, że Tradycja jest równorzędnym z Biblią źródłem wiary oraz dekret o usprawiedliwieniu.
Najważniejsze dekrety:
- o przyjęciu nicejskiego symbolu wiary (sesja 3, 4 lutego 1546);
- o przyjęciu ksiąg świętych i tradycji apostolskich (sesja 4, 8 kwietnia 1546);
- o przyjęciu wydania Biblii zwanej Wulgatą oraz o sposobie interpretacji Pisma świętego (j.w.);
- o grzechu pierworodnym (sesja 5, 17 czerwca 1546);
- o nauczaniu i głoszeniu – wprowadzał obowiązek nauczania Pisma świętego i głoszenia słowa Bożego przez biskupów (j.w.);
- o usprawiedliwieniu (sesja 6, 13 stycznia 1547);
- o rezydowaniu biskupów i innych niższych duchownych (j.w.);
- o sakramentach – o sakramentach w ogóle, o sakramencie chrztu i bierzmowania (sesja 7, 3 marca 1547);
- o reformie – dotyczący reformy kleru, a zwłaszcza kumulowania beneficjów (j.w.).

### Faza bolońska (21 kwietnia 1547 – 17 września 1549)
Sesja dziewiąta i dziesiąta. Rzekoma epidemia panująca w Trydencie spowodowała błyskawiczną decyzję o przeniesieniu obrad do Bolonii. Stało się tak na podstawie szczególnych uprawnień nadanych legatom przez Pawła III. Z powodu sporu między papieżem i cesarzem biskupi pozostawali bezczynni przez 19 miesięcy. Nie odbyła się żadna kongregacja generalna, a na przeprowadzonych sesjach uchwalono tylko dekrety o odłożeniu obrad. Osiemnastu obradującym biskupom pozwolono ostatecznie na powrót do swych diecezji.

### II faza (1 maja 1551 – 28 kwietnia 1552)
Sesje od jedenastej do szesnastej za papieża Juliusza III. Obradom przewodniczył tylko jeden legat, kard. Marcello Crescenzi. Ogłoszono dekrety o Eucharystii, o sakramencie pokuty i namaszczenia chorych. Również te obrady soboru trydenckiego musiały zostać zawieszone wskutek buntu wielmożów przeciw Karolowi V (II wojna szmalkaldzka).
Najważniejsze dekrety:
- o Najświętszym Sakramencie Eucharystii (sesja 13, 11 października 1551);
- o reformie – dotyczący zwłaszcza jurysdykcji biskupów i postępowania w przypadku oskarżeń duchownych o przestępstwa (j.w.);
- nauka o świętych sakramentach pokuty i ostatniego namaszczenia (sesja 14, 25 listopada 1551).

Podczas obrad dwukrotnie udzielono protestantom niemieckim listów żelaznych.

### III faza (18 stycznia 1562 – 4 grudnia 1563)
Sesje od siedemnastej do dwudziestej piątej, za pontyfikatu papieża Piusa IV. Legaci (wszyscy byli kardynałami): Ercole Gonzaga (przewodniczący delegacji, do śmierci 2 marca 1563), Girolamo Seripando OSA (do śmierci 17 marca 1563), Ludovico Simonetta, Stanisław Hozjusz, Markus Sitticus von Hohenems, Giovanni Girolamo Morone (przewodniczący od 7 marca 1563, zastąpił kard. Gonzagę), Bernardo Navagero (zastąpił kard. Seripando). Zdefiniowano pojęcie Eucharystii, sakrament kapłaństwa i małżeństwa oraz czyściec. Stwierdzono konieczność sporządzenia indeksu ksiąg zakazanych oraz postanowiono szereg reform Kościoła. Dekrety soboru trydenckiego zostały zatwierdzone przez Piusa IV (1564) i dały podstawę dla rozwoju późniejszej katolickiej nauki i teologii.
Najważniejsze dekrety:
- o wyborze książek – wyrażający zgodę na korektę indeksu papieża Pawła IV (sesja 18, 26 lutego 1562);
- nauka o Komunii pod dwiema postaciami i o Komunii dzieci (sesja 21, 16 lipca 1562);
- nauka i kanony o Najświętszej ofierze Mszy Świętej (sesja 22, 17 września 1562);
- o tym, co należy zachować, a czego unikać podczas odprawiania mszy (j.w.);
- w sprawie prośby o udzielenie prawa do kielicha eucharystycznego (j.w.);
- nauka o sakramencie święceń (sesja 23, 15 lipca 1563);
- o reformie – dotyczące zwłaszcza obowiązku rezydencji, udzielania święceń i tworzenia seminariów (j.w.);
- nauka, kanony oraz inne sprawy dotyczące sakramentu małżeństwa – w tym kanony o reformie małżeństwa, rozpoczynające się od deklaracji Tametsi, dotyczącej małżeństw potajemnych (sesja 24, 11 listopada 1563);
- o reformie – dotyczące zwłaszcza spoczywającego na biskupach obowiązku głoszenia słowa Bożego i nauczania, wizytowania instytucji diecezjalnych, odprawiania synodów itd. (j.w.);
- o czyśćcu (sesja 25, 3-4 grudnia 1563);
- o wzywaniu, czci i relikwiach świętych oraz o świętych obrazach (j.w.);
- w sprawie zakonników i zakonnic (j.w.);
- o reformie ogólnej – zakazie pojedynków oraz zapisy dotyczące reformy władców (j.w.);
- o odpustach (j.w.);
- o wyborze potraw, o postach i o dniach świątecznych (j.w.);
- w sprawie indeksu ksiąg, katechizmu, brewiarza i mszału (j.w.).

Z powodu informacji o chorobie papieża postanowiono przyśpieszyć zakończenie obrad, stąd dekrety ostatniej 25. sesji tworzono pośpiesznie i bez przedyskutowania na kongregacjach generalnych. Poddano je bezpośrednio pod głosowanie na sesji, bez możliwości komentarza.

## Zmiany
1. nakazano tworzyć seminaria duchowne (pierwsze powstało w diecezji mediolańskiej, założył je Karol Boromeusz);
2. rozpoczęto wizytacje biskupów w diecezjach;
3. zasady o klauzurze zakonnej;
4. W 1542 roku papież Paweł III zreorganizował Inkwizycję. Powołał Kongregację Kardynalską Świętej Rzymskiej i Powszechnej Inkwizycji, tzw. Święte Oficjum (Sacrum Officium), które składało się z 6 kardynałów i miało nadzorować działalność sądów inkwizycyjnych w walce z reformacją.

## Postanowienia soborowe
1. potwierdzono obecność Chrystusa w Eucharystii na Mszy św. jako ofiary;
2. potwierdzono znaczenie wszystkich siedmiu sakramentów;
3. potępiono predestynację – tezę głoszącą, iż los pośmiertny człowieka jest odgórnie wyznaczony przez Boga (jedna z podstawowych nauk i założeń kalwinizmu);
4. podtrzymano koncepcję wolnej woli, zdolnej samodzielnie wybrać dobro;
5. potępiono indywidualne interpretowanie Pisma Św.;
6. uznano Biblię i Tradycję Kościoła za równoważne źródła wiary;
7. zakazano kumulacji beneficjów;
8. zakazano nepotyzmu – obsadzania stanowisk kościelnych przez krewnych kleru;
9. wprowadzono księgi metrykalne (rejestrowano śluby, chrzty, pogrzeby);
10. stopniowo wprowadzano języki narodowe w czytaniach, ale modlitwy pozostały odmawiane po łacinie;
11. potępiono nauki Marcina Lutra;
12. ujednolicono liturgię;
13. zobowiązano biskupów do przebywania w diecezjach, proboszczów do przebywania w parafiach, zakazano kumulacji stanowisk kościelnych.

Zmianom zapoczątkowanym przez sobór trydencki towarzyszył wewnętrzny ruch naprawy i odnowy Kościoła. Zmiany te trwały blisko dwa stulecia i obejmowały stopniowo biskupów, księży, zakonników, a także poszczególnych władców i ludność krajów.
W 1559 ogłoszony został Indeks ksiąg zakazanych (łac. Index Librorum prohibitorum).

## Lista dekretów
| Doktryna                                                                             | Sesja | Data                 | Kanony | Dekrety |
| ------------------------------------------------------------------------------------ | ----- | -------------------- | ------ | ------- |
| Dekret o symbolu nicejsko-konstantynopolitańskim                                     | 3     | 4 lutego 1546        | Brak   | 1       |
| Dekret o kanonie Pisma Świętego i o Wulgacie                                         | 4     | 8 kwietnia 1546      | Brak   | 1       |
| Dekret o grzechu pierworodnym (tekst dekretu: pol.) (tekst oryg. dekretu: łac.-ang.) | 5     | 17 czerwca 1546      | 5      | 4       |
| Dekret o usprawiedliwieniu                                                           | 6     | 13 stycznia 1547     | 33     | 16      |
| Dekret o sakramentach ogólnie (tekst dekretu)                                        | 7     | 3 marca 1547         | 13     | 1       |
| Dekret o chrzcie św.                                                                 | 7     | 3 marca 1547         | 14     | Brak    |
| Dekret o bierzmowaniu                                                                | 7     | 3 marca 1547         | 3      | Brak    |
| Dekret o najświętszym Sakramencie (tekst dekretu)                                    | 13    | 11 października 1551 | 11     | 8       |
| Dekret o ostatnim namaszczeniu                                                       | 14    | 4 listopada 1551     | 4      | 3       |
| Dekret o sakramencie pokuty                                                          | 14    | 15 listopada 1551    | 15     | 15      |
| Dekret o Komunii pod dwiema postaciami i Komunii małych dzieci (tekst dekretu)       | 21    | 16 lipca 1562        | 4      | 3       |
| Dekret o Najświętszej Ofierze Mszy świętej (tekst dekretu)                           | 22    | 17 września 1562     | 9      | 4       |
| Dekret o sakramencie kapłaństwa (tekst dekretu)                                      | 23    | 15 lipca 1563        | 8      | 3       |
| Małżeństwo (tekst oryg. dekretu łac.-ang.)                                           | 24    | 11 listopada 1563    | 12     | 1       |
| Czyściec                                                                             | 25    | 4 grudnia 1563       | Brak   | 1       |
| Kulty: Świętych, Relikwii, Ikon                                                      | 25    | 4 grudnia 1563       | Brak   | 3       |
| Odpust                                                                               | 25    | 4 grudnia 1563       | Brak   | 1       |

Na pozostałych sesjach uchwalano najczęściej sprawy dyscypliny kościelnej i reformy obyczajów.
Dekrety te są obecnie najczęściej pomijane w opracowaniach dotyczących dekretów soboru trydenckiego (nie zawiera ich Enchiridion Symbolorum H. Denzingera, ani Breviarium Fidei).

## Opracowania krytyczne i komentarze
Pierwszym standardowym opracowaniem naukowym wszystkich dekretów soboru trydenckiego było wydane w roku 1585 czterotomowe dzieło Martina Chemnitza Examinis Concilii Tridentini, nad którym autor pracował ok. 10 lat.
Do dekretów pierwszych siedmiu sesji soboru trydenckiego odniósł się krytycznie jeden z duchowych i doktrynalnych przywódców reformacji Jan Kalwin. Wkrótce po ich uchwaleniu opublikował ich tekst wraz z krytyczną analizą (Acta synodi Tridentini cum antidote).
Wydanie polsko-łacińskie dokumentów Soboru ukazało się w 2005 r.

## Przyjęcie postanowień soboru trydenckiego w Polsce
Król Zygmunt II August wraz z Senatem przyjął z rąk nuncjusza Giovanniego Francesca Commendonego księgę ustaw soboru trydenckiego na sejmie w Parczewie 7 sierpnia 1564 roku.